# Гостиный двор (станция метро)
«Гости́ный двор» — станция Петербургского метрополитена. Расположена на Невско-Василеостровской линии, между станциями «Василеостровская» и «Маяковская». Одна из десяти станций закрытого типа.
Станция была открыта 3 ноября 1967 года в составе участка «Василеостровская» — «Площадь Александра Невского». Получила название из-за расположения наземного вестибюля во дворе одноимённого универмага.

## Наземные сооружения

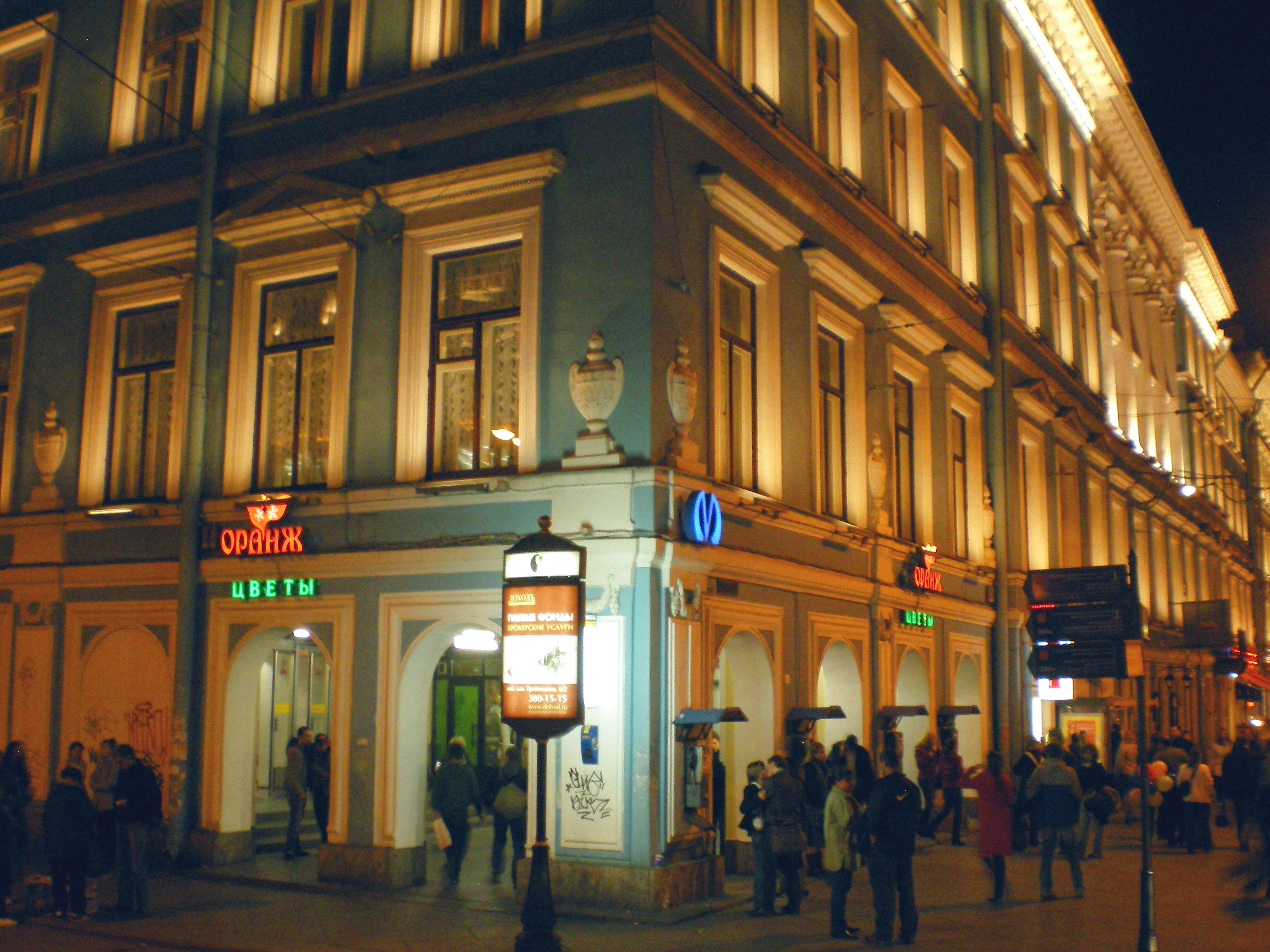
Выход на канал Грибоедова

Наземный вестибюль станции выполнен по проекту архитекторов А. К. Андреева, Я. Е. Москаленко и инженера С. П. Щукина. Вестибюль встроен в здание универмага «Гостиный двор» на углу Невского проспекта и Садовой улицы, из которого можно попасть в торговые залы Невской и Садовой линий. На высоту стен вестибюль облицован светлым мрамором «коелга», перекрыт складчатым потолком, скрывающим осветительные устройства. На расположенном над эскалаторным ходом витраже (художник Александр Королёв), отражена тема расстрела июльской демонстрации 1917 года на перекрестке Садовой улицы и Невского проспекта.
Имеется второй вестибюль, введённый в эксплуатацию в составе второго пускового комплекса станции 30 апреля 1968 года.
Встроен в Дом Энгельгардта — ныне Малый зал Филармонии, расположенный на пересечении Невского проспекта и набережной канала Грибоедова. При сооружении вестибюля Дом Энгельгардта был частично разобран, а затем восстановлен.
Потолок вестибюля отделан жёлтыми металлическими листами.

## Подземные сооружения
«Гостиный двор» — станция закрытого типа («горизонтальный лифт») глубокого заложения (глубина ≈ 56 м). По краям платформ установлены платформенные раздвижные двери. Подземный зал сооружён по проекту архитекторов С. Г. Майофиса, Е. С. Белят, В. Э. Шевеленко и инженера Ю. А. Скоробенникова.
Стены перронного зала облицованы белым мрамором. Станционные двери гладкие, покрашены в чёрный цвет. По всей длине зала наверху стены установлены алюминиевые карнизы, за которыми размещаются светильники. Пол выполнен из тёмно-серого камнегорского гранита.
Гостиный двор — первая станция метро в Ленинграде, оборудованная четырьмя лентами эскалаторов в одном наклонном ходе. Собственный выход, содержащий четыре эскалатора, расположен в южном торце станции (в направлении на спуск у самой стены сохранились бордовые элементы отделки цветов 1960-х годов). Общий выход со станцией метро «Невский проспект» на канал Грибоедова, содержащий три эскалатора, расположен в противоположном торце. Изначально для освещения наклонного хода на балюстраде располагались «световые столбики» квадратного сечения, затем их заменили «столбиками» круглого сечения, а в 2017 году «столбики» были заменены на «факелы».

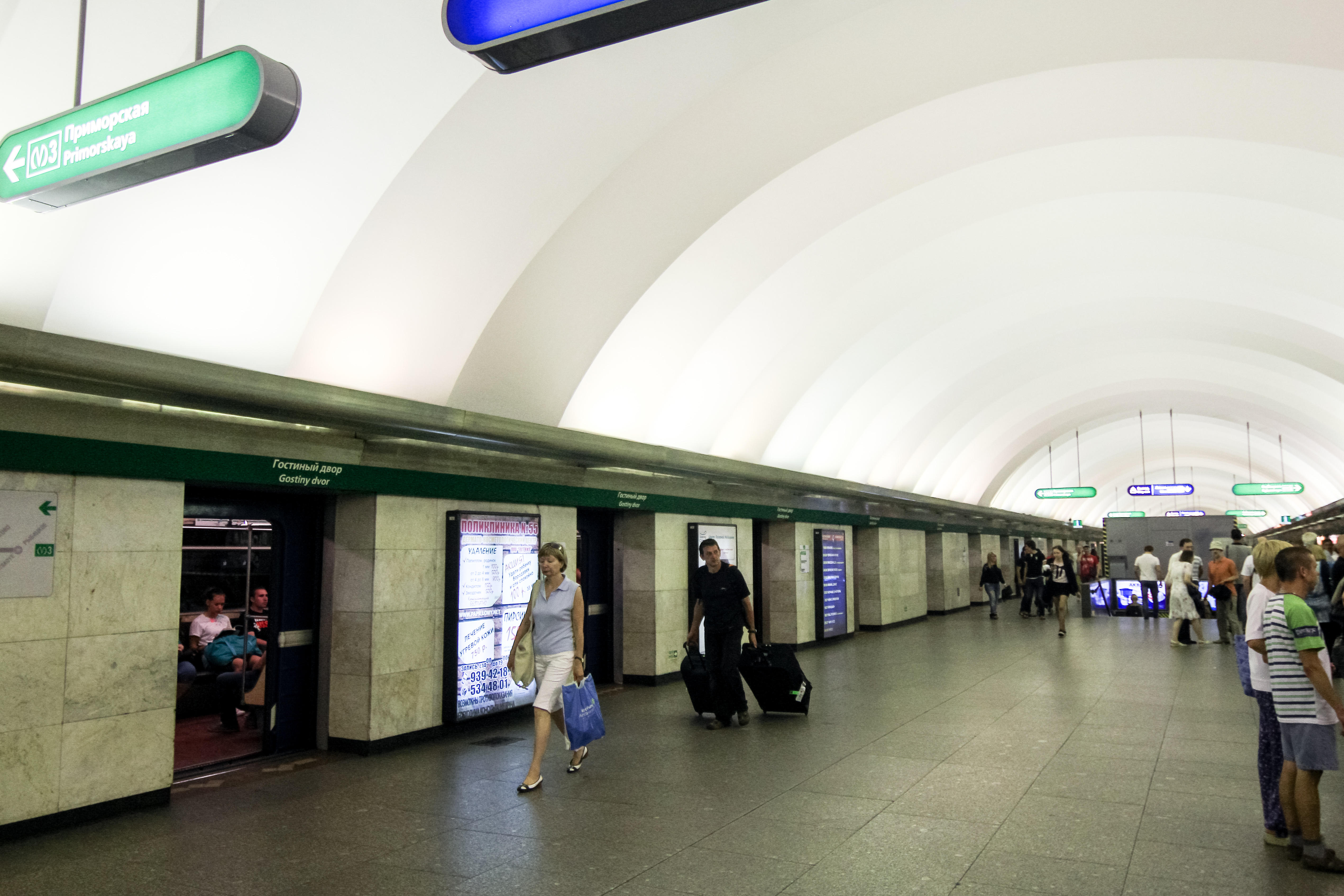
Зал станции
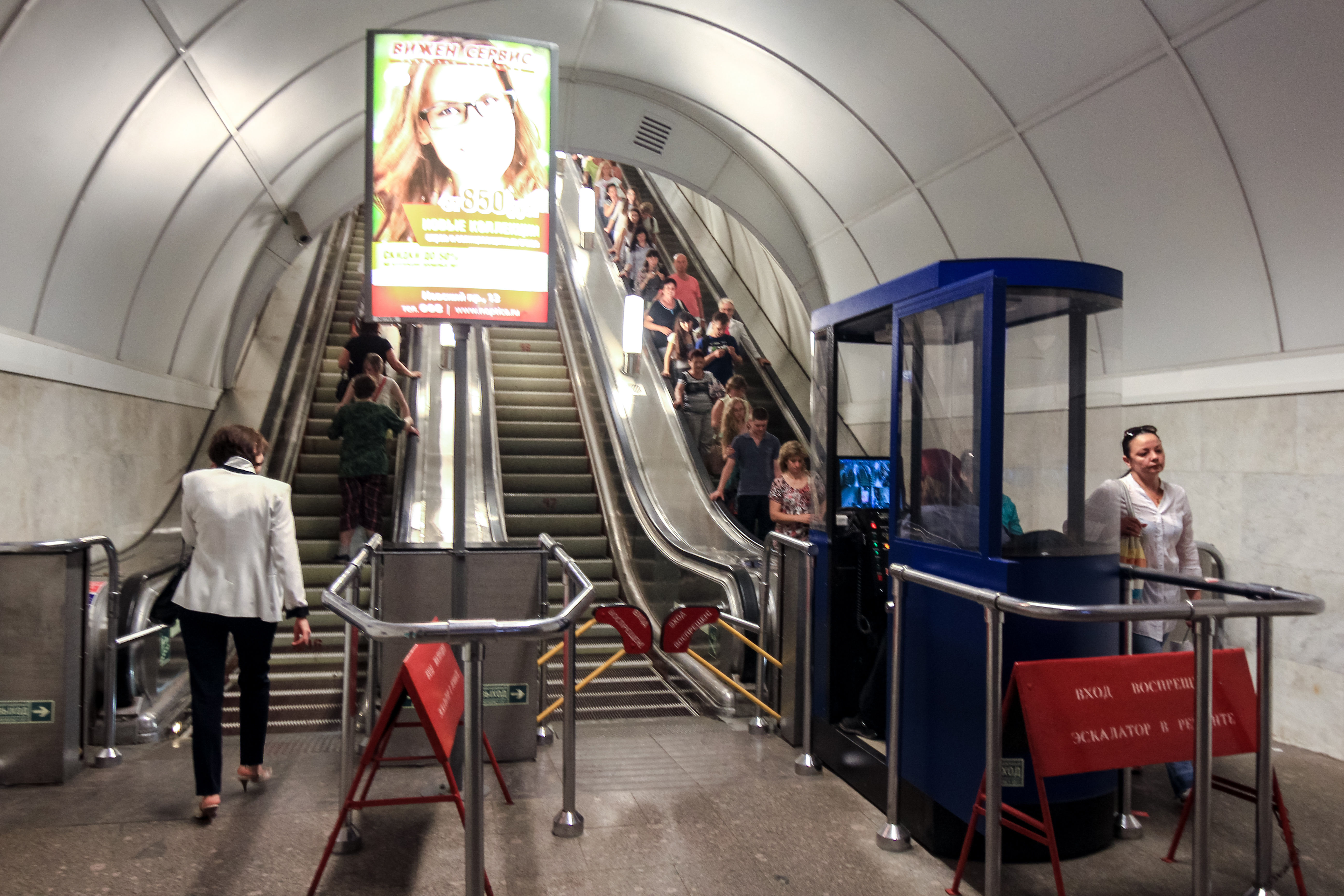
Выход в город
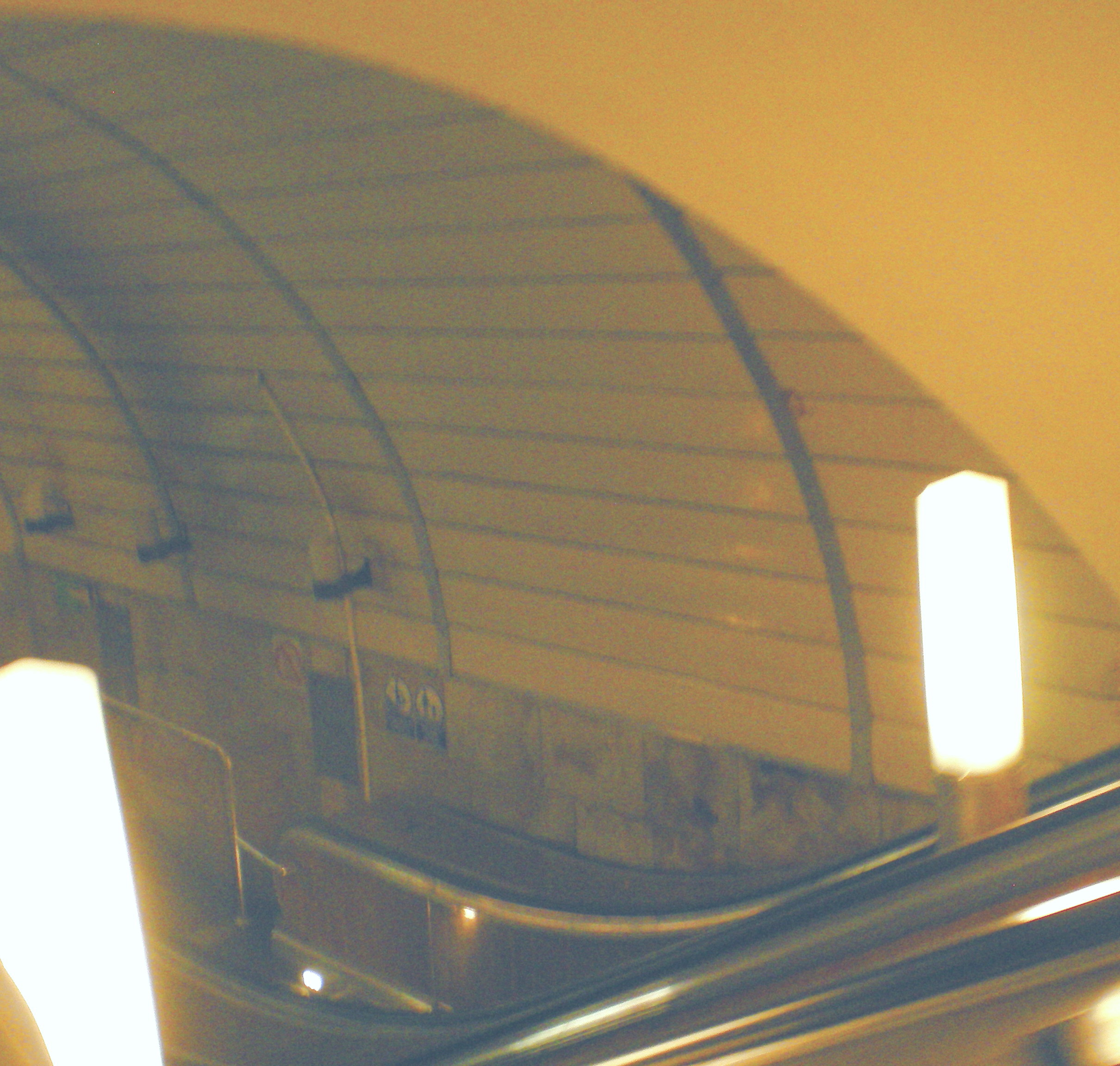
Отделка композитом нижнего эскалаторного зала (со стороны канала Грибоедова)

## Пересадки
Станция является пересадочным узлом к поездам Московско-Петроградской линии. Соединена со станцией «Невский проспект» тоннельным переходом и малыми эскалаторами.

## Реконструкция наклонного хода и вестибюля станции
Адресной инвестиционной программой бюджета Санкт-Петербурга на 2008—2010 годы не было предусмотрено финансирование реконструкции объектов станции «Гостиный двор», так как частичная реконструкция станции уже проводилась (применялись новые материалы, которые хорошо себя зарекомендовали при отделке станции «Комендантский проспект»). В эфире радиостанции «Эхо Москвы» было сообщено, что ремонт будет проводиться после открытия станции «Адмиралтейская», которая разгрузит станцию «Гостиный двор».
18 августа 2008 года выход в Гостиный двор был закрыт для входа и выхода в 8:00. Причиной стала неисправность, обнаруженная над наклонным ходом (на своде над эскалатором). Предполагалось, что неисправность удастся быстро устранить и станция будет открыта через 6 часов, однако станция была открыта только утром 19 августа 2008 года.
20 августа 2008 года был установлен особый режим работы станции «Гостиный двор». Станция работала ежедневно, но вестибюль закрывался уже в 20:00. Чтобы попасть на станцию «Гостиный двор», пассажирам приходилось пользоваться вестибюлем на канале Грибоедова.
22 августа 2008 года в 20:00 вестибюль был закрыт полностью на неопределённый срок. Открытие наклонного хода после ремонта состоялось 31 августа 2009 года.

## Реклама
В 2007 году во всю стену подземного перехода к эскалаторному залу вестибюля на набережной канала Грибоедова был смонтирован рекламоноситель, ставший на тот момент крупнейшим в петербургском метро.

## Наземный транспорт

### Автобусные маршруты
| №   | Пересадки | Конечный пункт 1                  | Конечный пункт 2                               |
| --- | --- | --------------------------------- | ---------------------------------------------- |
| 3   | Адмиралтейская Невский проспект Площадь Восстания Маяковская Московский вокзал Лиговский проспект Обводный канал Московские ворота Электросила Парк Победы Московская Предпортовая | Театральная площадь               | улица Костюшко                                 |
| 7   | Приморская Горный институт Адмиралтейская Невский проспект | Наличная улица                    | Площадь Восстания Маяковская Московский вокзал |
| 22  | Чернышевская Площадь Восстания Маяковская Московский вокзал Невский проспект Адмиралтейская                                                                                        | улица Стасовой                    | Двинская улица                                 |
| 24  | Ладожская Ладожский вокзал Новочеркасская Площадь Александра Невского Площадь Восстания Маяковская Московский вокзал Невский проспект Адмиралтейская                               | Хасанская улица                   | Василеостровская                               |
| 27  | Ладожская Ладожский вокзал Новочеркасская Площадь Александра Невского Площадь Восстания Маяковская Московский вокзал Невский проспект Адмиралтейская                               | Белорусская улица                 | Театральная площадь                            |
| 49  | Невский проспект Сенная площадь Спасская Садовая | Площадь Ленина Финляндский вокзал | Двинская улица                                 |
| 181 | Площадь Восстания Маяковская Московский вокзал Невский проспект Сенная площадь Спасская Садовая                                                                                    | улица маршала Тухачевского        | площадь Репина                                 |
| 191 | Чкаловская Спортивная Адмиралтейская Невский проспект Площадь Восстания Маяковская Московский вокзал Площадь Александра Невского Новочеркасская Проспект Большевиков Улица Дыбенко | Петроградская                     | река Оккервиль                                 |

### Троллейбусные маршруты
| №  | Пересадки | Конечный пункт 1           | Конечный пункт 2               |
| -- | --- | -------------------------- | ------------------------------ |
| 1  | Новочеркасская Площадь Александра Невского Площадь Восстания Маяковская Московский вокзал Невский проспект Адмиралтейская Спортивная                                          | улица Маршала Тухачевского | Ординарная улица Петроградская |
| 5  | Площадь Восстания Маяковская Московский вокзал Невский проспект Адмиралтейская                                                                                                | Тульская улица             | Конногвардейский бульвар       |
| 7  | Спортивная Адмиралтейская Невский проспект Площадь Восстания Маяковская Московский вокзал Новочеркасская                                                                      | Петровская площадь         | Таллинская улица               |
| 10 | Приморская Горный институт Адмиралтейская Невский проспект Площадь Восстания Маяковская Московский вокзал                                                                     | улица Кораблестроителей    | Новгородская улица             |
| 11 | Горный институт Адмиралтейская Невский проспект Площадь Восстания Маяковская Московский вокзал                                                                                | улица Кораблестроителей    | Тульская улица                 |
| 17 | Невский проспект Адмиралтейская Сенная площадь Садовая Спасская Пушкинская Звенигородская Витебский вокзал Технологический институт Фрунзенская Московские ворота Электросила | Казанский собор            | улица Костюшко                 |
| 22 | Ладожская Ладожский вокзал Новочеркасская Площадь Александра Невского Площадь Восстания Маяковская Московский вокзал Невский проспект Адмиралтейская                          | Хасанская улица            | площадь Труда                  |

### Трамвайные маршруты
| № | Пересадки                                        | Конечный пункт 1                  | Конечный пункт 2 |
| - | ------------------------------------------------ | --------------------------------- | ---------------- |
| 3 | Невский проспект Сенная площадь Спасская Садовая | Площадь Ленина Финляндский вокзал | площадь Репина   |